# Street Smart - Per le strade di New York
Street Smart - Per le strade di New York è un film del 1987, diretto da Jerry Schatzberg.
È stato presentato nella Quinzaine des Réalisateurs al 40º Festival di Cannes.